# Iki-Buruł
Iki-Buruł (ros. Ики-Бурул) – osiedle w Rosji, w Kałmucji, ośrodek administracyjny rejonu iki-burulskiego. W 2010 liczyło 4051 mieszkańców.